# ドーナツ惑星

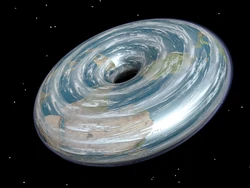
ドーナツ惑星の想像図

ドーナツ惑星（英語: Toroidal planet）は、存在が提唱されている仮説上の惑星の種類である。
ほとんどの天体で共通している球体の形状ではなく、ドーナツのような環状体（トロイド）の形状になっていることが大きな特徴である。このような惑星が宇宙のどこにでも自然に存在する可能性は極めて低いが、そのような惑星が存在できることは理論上可能とされている。

## 特徴
ドーナツ惑星は、まさにドーナツのように惑星の真ん中に穴が開いている。立方体やダイヤモンドなど、球体以外（小惑星などの不規則な形状は除く）の形状の惑星が現行の物理法則に違反せずに存在することは不可能だが、環状体の形状となっているドーナツ惑星は物理的に存在し得ると考えられている。しかし、そのような惑星が実際に存在できるようにするためには、いくつかの深刻な物理学上の問題をクリアする必要がある。
惑星は通常、どの方向からでも重力が中心に向かって作用するためほぼ球体の形状になる。穴が崩れることなくドーナツ惑星の中心にとどまるためには、等しい外向きの力が必要で、遠心力がこのために必要な力となる。穴を惑星の中心に保つにはドーナツの惑星が非常に高速で自転する必要があり、このような惑星では自転周期が数時間しかないかもしれない。このような惑星の気候は非常に極端なものになり、強烈な暴風と狭い範囲で暴風雨が吹き荒れる環境が形成され、表面には大きな温度差が生じるゾーン化された気候が存在するとみられる。
ドーナツ惑星の重力分布は典型的な惑星とは大きく異なり、赤道では遠心力が最も強くなるため重力が最も弱く、極付近では遠心力が弱くなり、重力が遥かに大きくなる。重力は極から内側に向かって最も強くなり、極の重力は赤道の2倍になる。

## フィクション
コンピュータゲーム、特にコンピュータRPGでは、技術的な問題などから世界の北端と南端が繋がっている作品が多いため、コンピュータRPGの世界はドーナツ惑星であると言われることがある。